# Cristóbal de Andino
Cristóbal de Andino (1480 – Burgos, 1543) è stato uno scultore e architetto spagnolo.

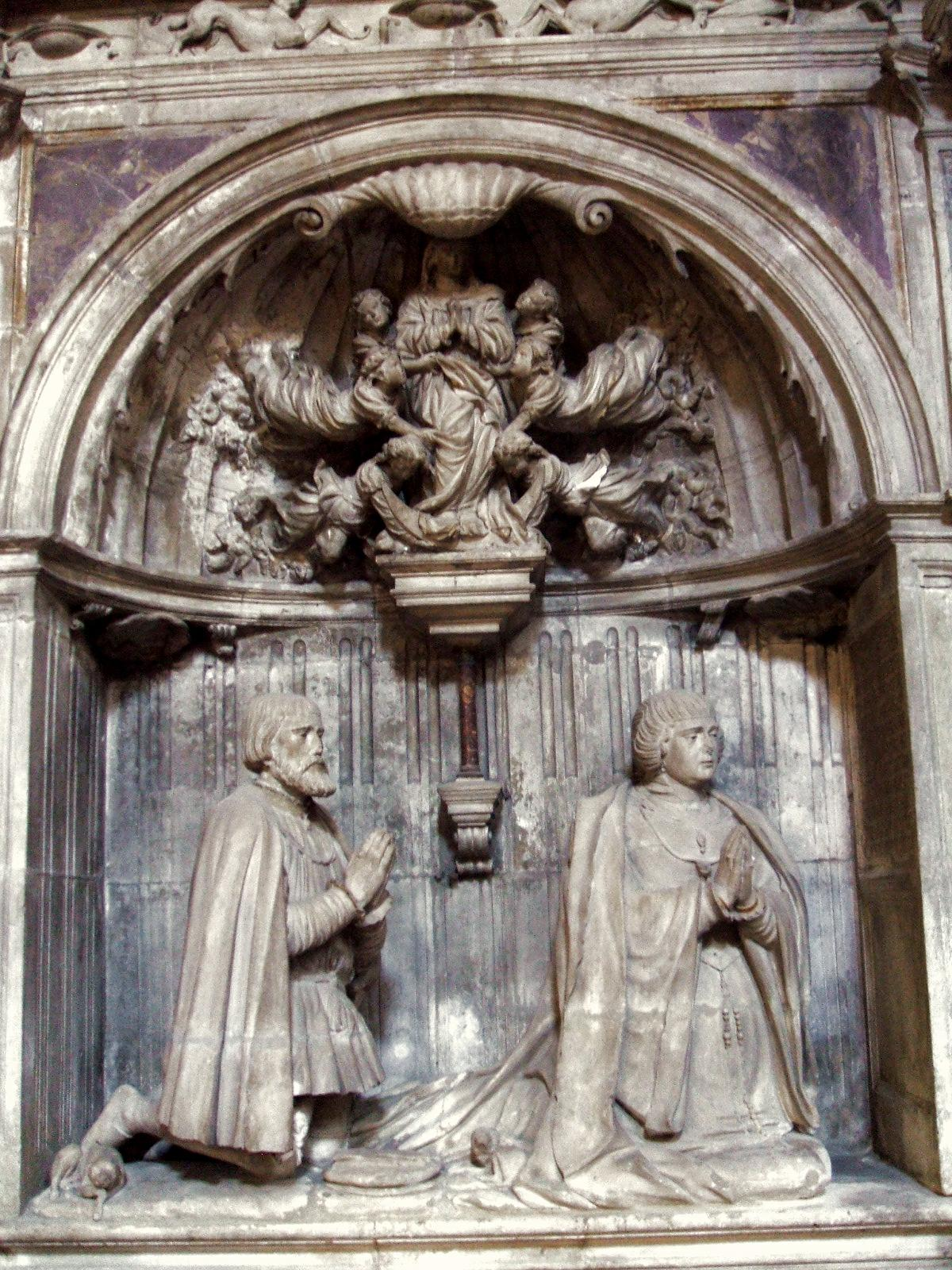
Sepolcro di Cristóbal de Andino a Burgos

Fu decoratore della cattedrale di Palencia (1520) e della cappella del Conestabile di Burgos (1523), città nella quale fu inumato. Partecipò inoltre al progetto della torre campanaria della chiesa di Santa María del Campo e dell'Arco di Santa María, sempre nella città di Burgos.